# Nanjungmekar
Nanjungmekar is een bestuurslaag in het regentschap Bandung van de provincie West-Java, Indonesië. Nanjungmekar telt 11.393 inwoners (volkstelling 2010).